# Кьявистелли, Якопо
 Якопо Кьявистелли  (итал. Jacopo Chiavistelli; 2 июня 1621, Флоренция, Тоскана — 27 апреля 1698, Флоренция) — итальянский рисовальщик, живописец и театральный декоратор флорентийской школы эпохи барокко.

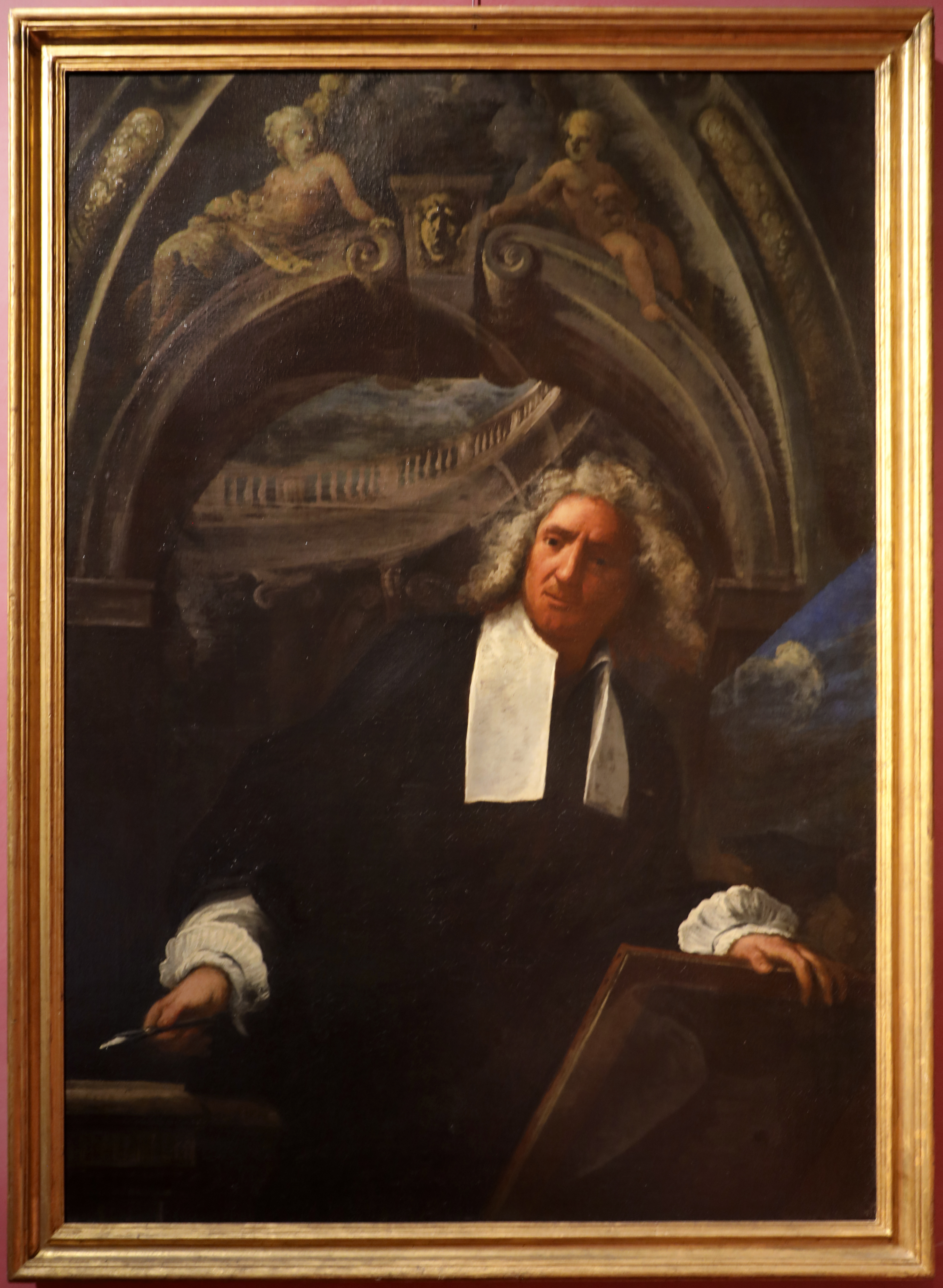
Автопортрет. Ок. 1696. Уффици, Флоренция

## Биография
Якопо (или Джакомо) Кьявистелли был ведущим художником-квадратуристом (мастером иллюзорных изображений архитектуры) флорентийской живописи. Обучаясь в Болонье у двух самых выдающихся квадратуристов своего века, Анджело Микеле Колонны и Агостино Мителли, он перенёс этот жанр декоративной росписи во Флоренцию, создав особую школу, из которой вышли знаменитые флорентийские мастера перспективы, такие как Ринальдо Ботти, Лоренцо дель Моро, Джузеппе Тонелли и Блаженный Фортини. Среди его первых флорентийских учителей были Фабрицио Боски, Марио Баласси и Бартоломео Нери.
Позднее Якопо Кьявистелли перешёл в мастерскую Луиджи Баччо дель Бьянко, где осваивал искусство перспективной живописи. Дель Бьянко был мастером этого искусства, в частности, он проектировал укрепления во время Тридцатилетней войны для Габсбургов. Вернувшись во Флоренцию, он был одним из первых, кто занялся этим видом живописи и рисунка настолько, что в его мастерской работали, как сообщал Филиппо Бальдинуччи: «Винченцио Вивиани, знаменитый математик, последний и самый любимый ученик Галилея […] Якопо Кьявистелли, Аньоло Гори, Фурино и Андреа Сичери [Чизери?] живописцы: а в архитектуре скульптор Пьератти».
Аббат Луиджи Ланци был первым, кто в «Истории живописи в Италии от Возрождения до конца XVIII века» употребил наименование «школа Кьявистелли»: «Там родилась новая школа, основателем которой был Якопо Кьявистелли, художник с солидным вкусом и более трезвый, чем многие его современники».
На первых порах Якопо Кьявистелли часто работал вместе с Андреа Чизери, а затем он был приглашён для оформления постановок крупных флорентийских театров, таких как Театро ди Виа дель Кокомеро и Театр делла Пергола, где он в 1652 году сотрудничал с Фердинандо Таккой. Фактически он был художником-постановщиком спектакля, открывшего театр по случаю карнавала 1656 года: Il podestà di Colognole, комической оперы Джованни Андреа Монильи с музыкой Якопо Мелани. Прославленный, он был приглашён ко двору великого герцога Тосканы Фердинандо II Медичи для создания сценографии пьесы «Геркулес в Фивах», сценического произведения, которое использовалось в качестве аллегории празднования свадьбы сына великого герцога Козимо III Медичи и Маргариты Луизы Орлеанской в 1661 году.
Сам Козимо III пригласил художника украсить комнаты на первом этаже Палаццо Питти. В 1656 году Кьявистелли начал украшать галерею Уффици. Он стал получать церковные заказы. В 1669 году он работал в церкви Санта-Мария-Маддалена-деи-Пацци. Это совпало с канонизацией титулярной святой церкви. Ещё одной важной церковью, которую он расписал в 1677 году, была церковь Сан-Микеле-э-Гаэтано, настоящая учебная площадка для крупнейших художников флорентийского барокко.
Однако большую часть творчества Кьявистелли занимало украшение дворянских дворцов. Начиная с Палаццо Медичи на Виа Ларга и заканчивая шедеврами для семьи Медичи, такими как Вилла Пратолино и Вилла Поджо-а-Кайано. Якопо Кьявистелли в больших работах по росписи аристократических вилл сотрудничал с такими художниками, как Антон Доменико Габбиани и Алессандро Герардини. Он был призван ко двору первенцем Козимо III, Фердинандо Медичи, большим покровителем художников и музыкантов, который часто использовал его благодаря его ныне широко известному таланту сценографа; его работа над постановкой оперы «Греки в Трое», поставленной по случаю свадьбы великого князя и Виоланты Беатриче Баварской (1689) в Театре делла Пергола принесла ему ещё один успех.
Для семьи Корсини Кьявистелли оформлял интерьеры Палаццо Корсини аль Парионе, а для семьи Джерини создал в сотрудничестве с Антоном Доменико Габбиани перспективные виды семейного дворца. Однако наиболее цитируемыми его работами историки искусства XVIII и XIX веков считали декор Палаццо Черретани и Палаццо ди Вальфонда.
Кьявистелли скончался во Флоренции в 1698 году и был похоронен в церкви Сан-Феличе-ин-Пьяцца. Его учеником был Джузеппе Тонелли.

## Галерея

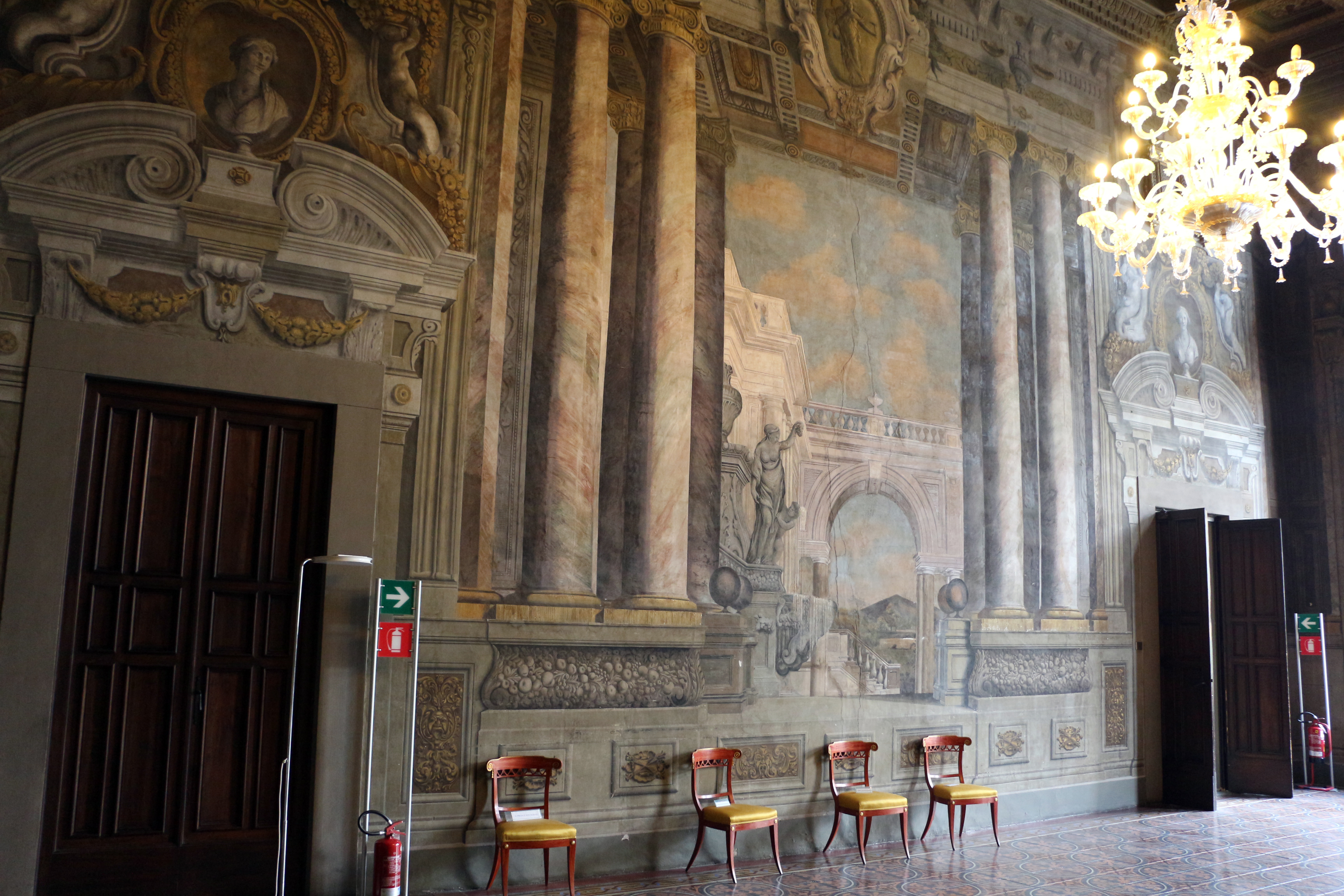
Палаццо Черретани. «Зал квадратуры». Флоренция
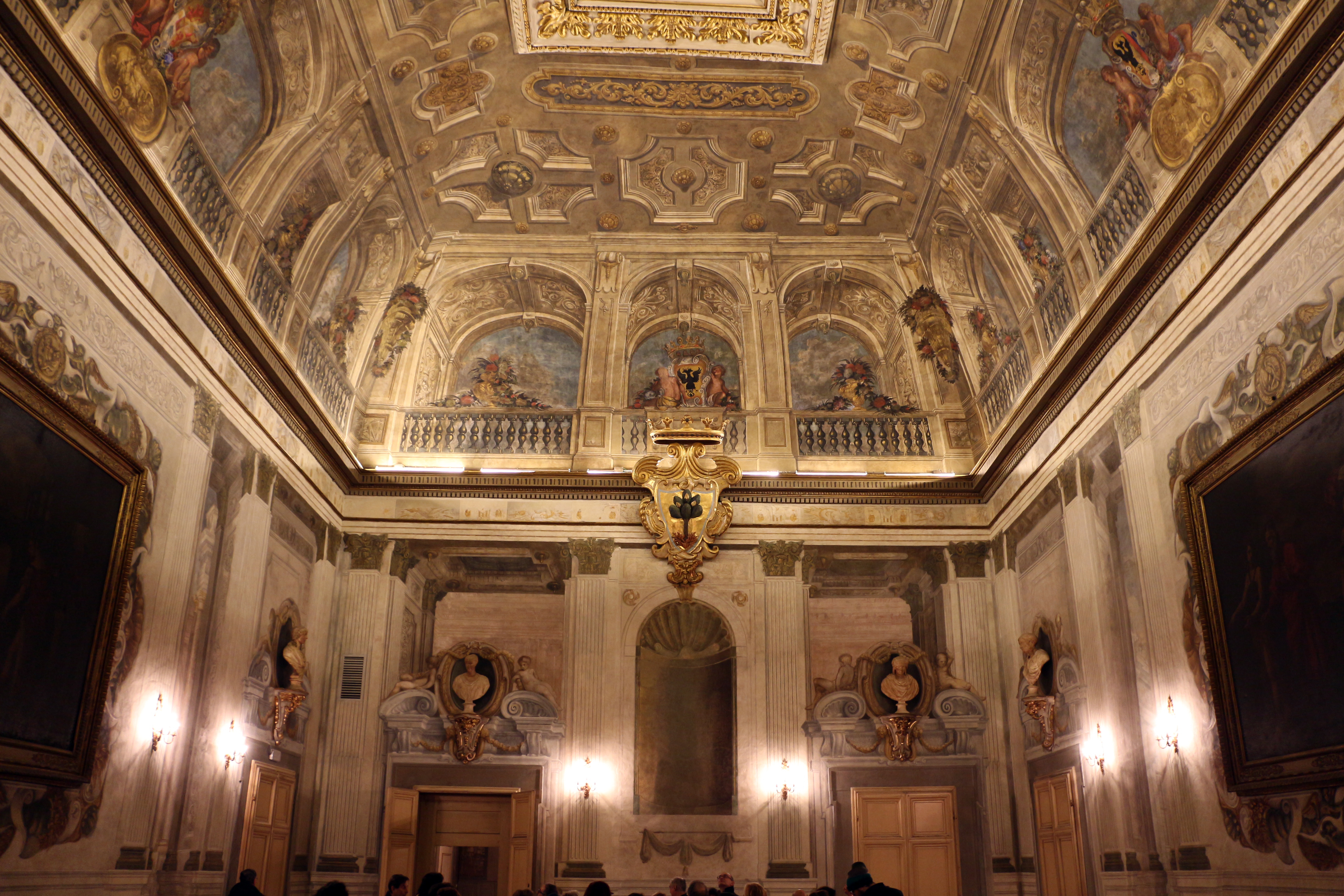
Палаццо Пуччи. Большой зал с фресками Кьявистелли. Флоренция
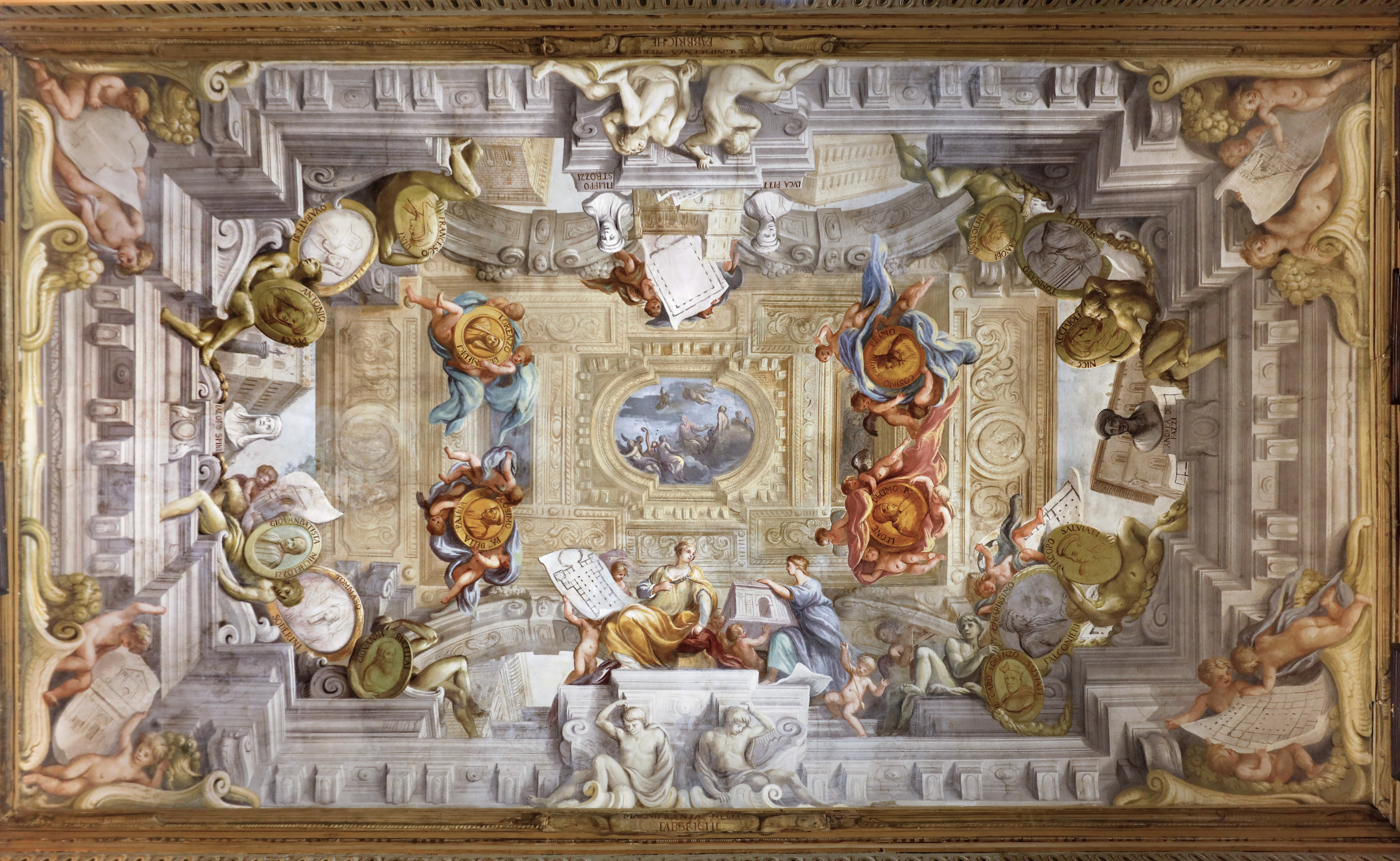
Роспись свода западного коридора. Уффици, Флоренция
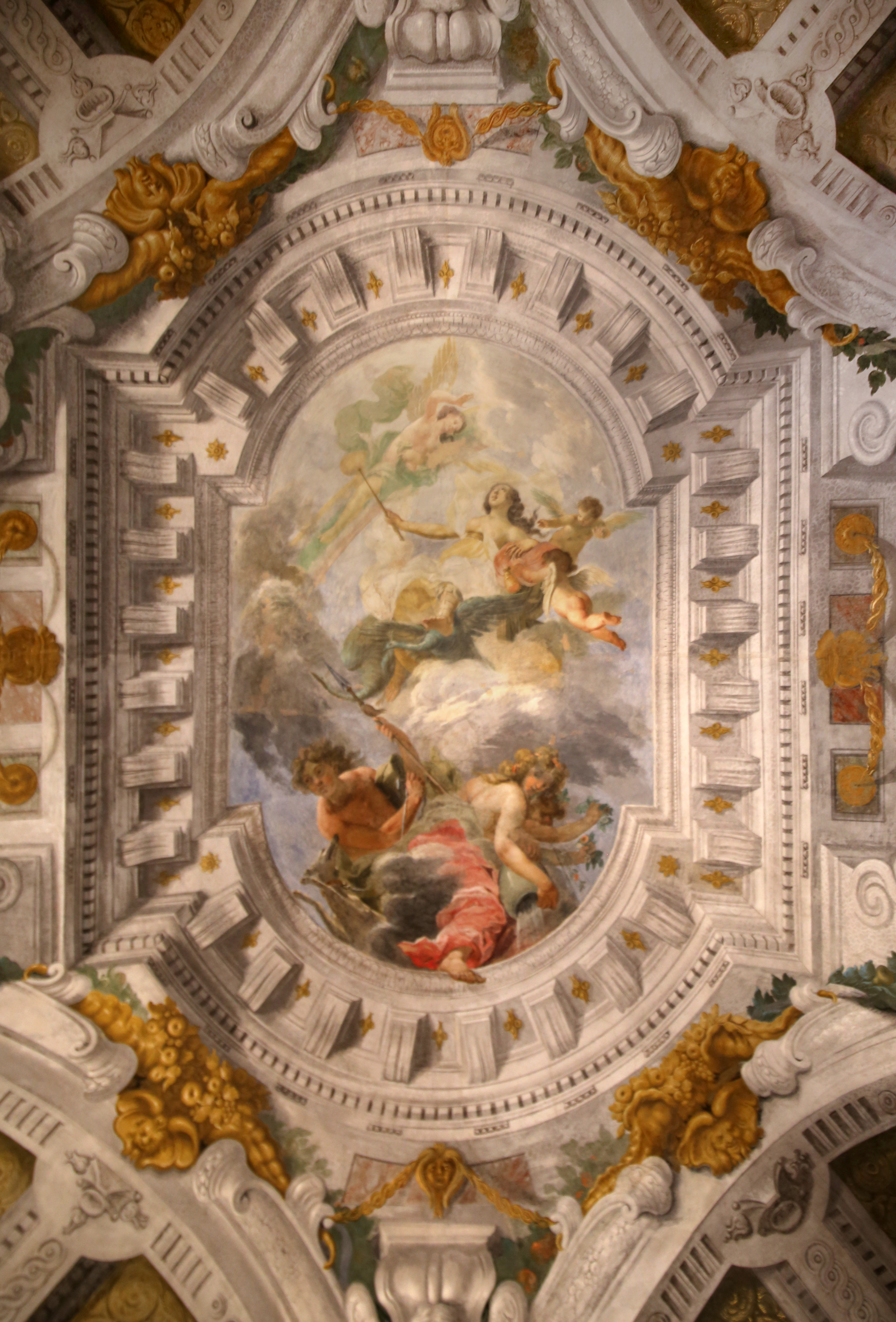
Кьявистелли и мастерская. Триумф Юноны. Роспись плафона «Летних апартаментов» Козимо III и Маргариты Луизы Ореанской. Ок. 1661. Палаццо Питти, Флоренция
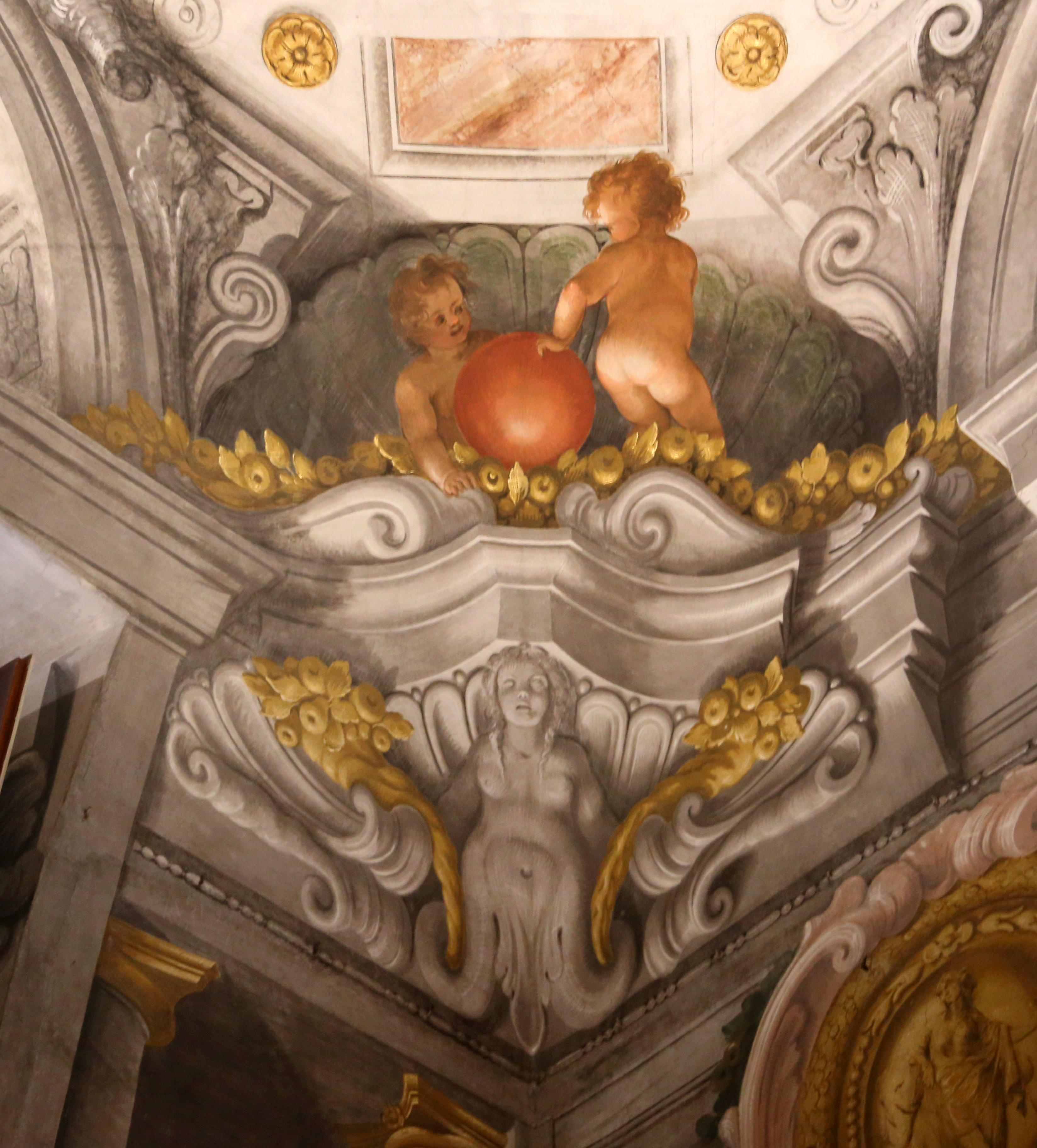
Деталь росписи
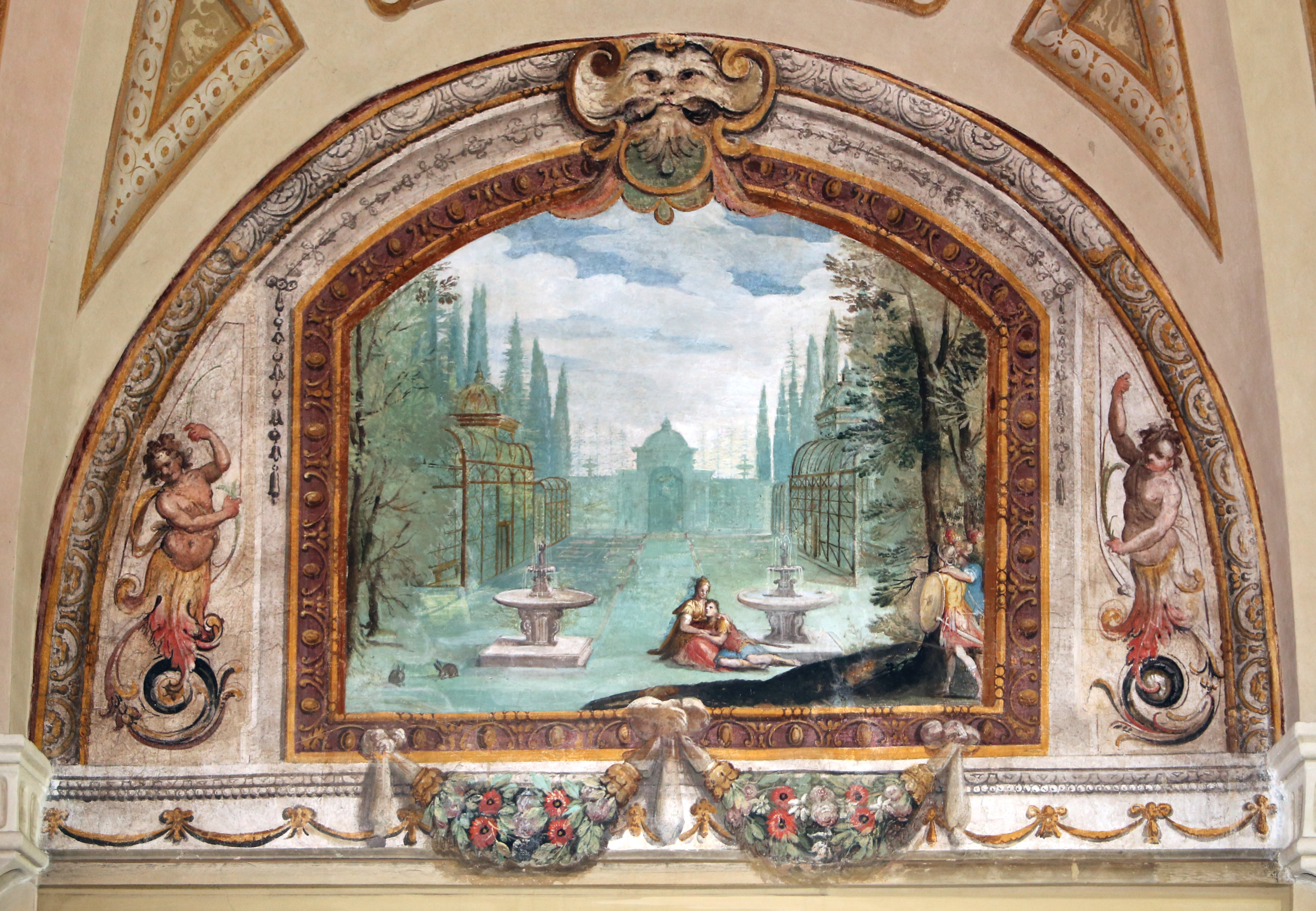
Ринальдо и Армида. Люнет Зала «Освобождённого Иерусалима». После 1615. Вилла Кареджи
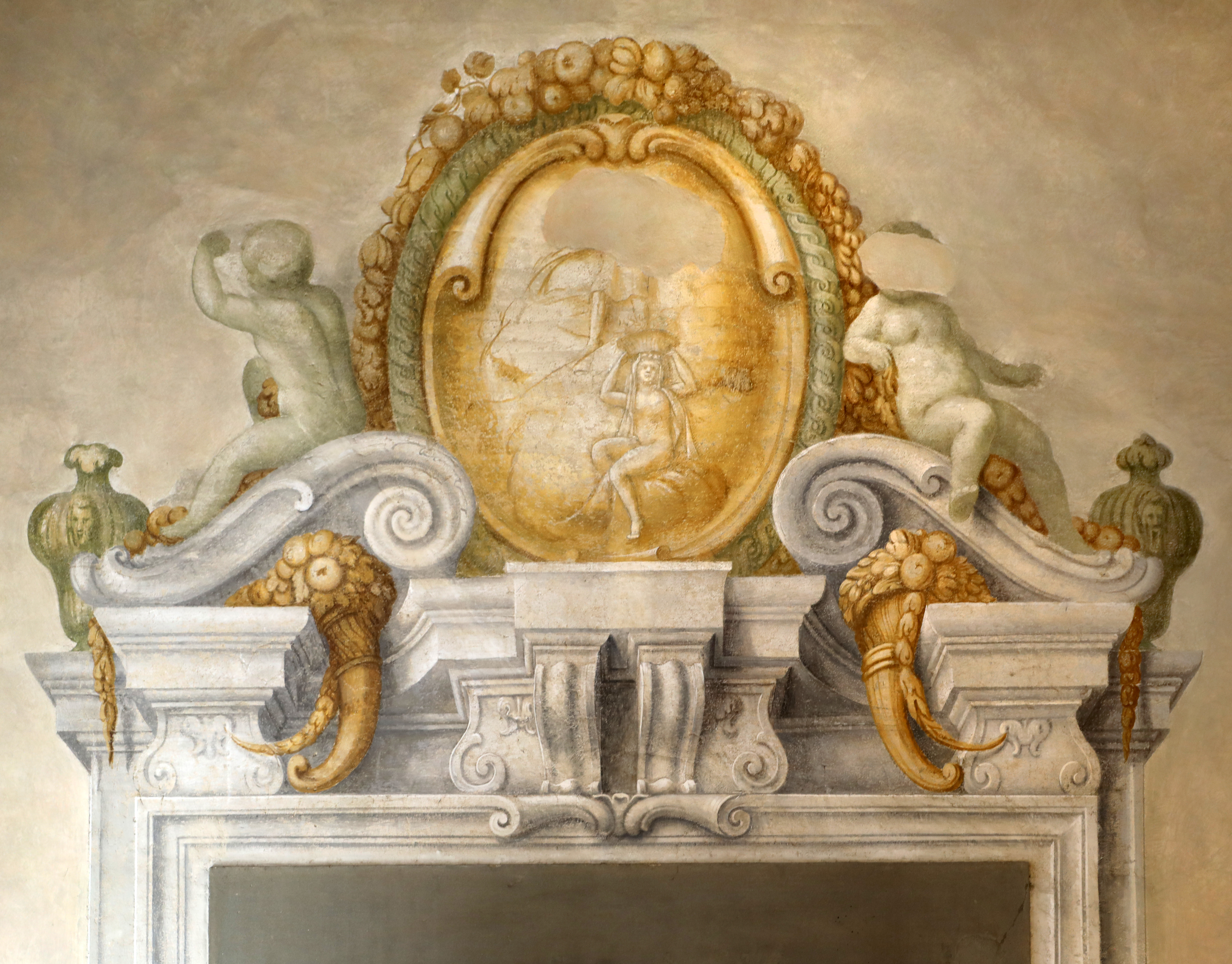
Десюдепорт Зала ангелов. 1650—1592. Палаццо Медичи-Рикарди, Флоренция